# Stockholms renhållningsverk

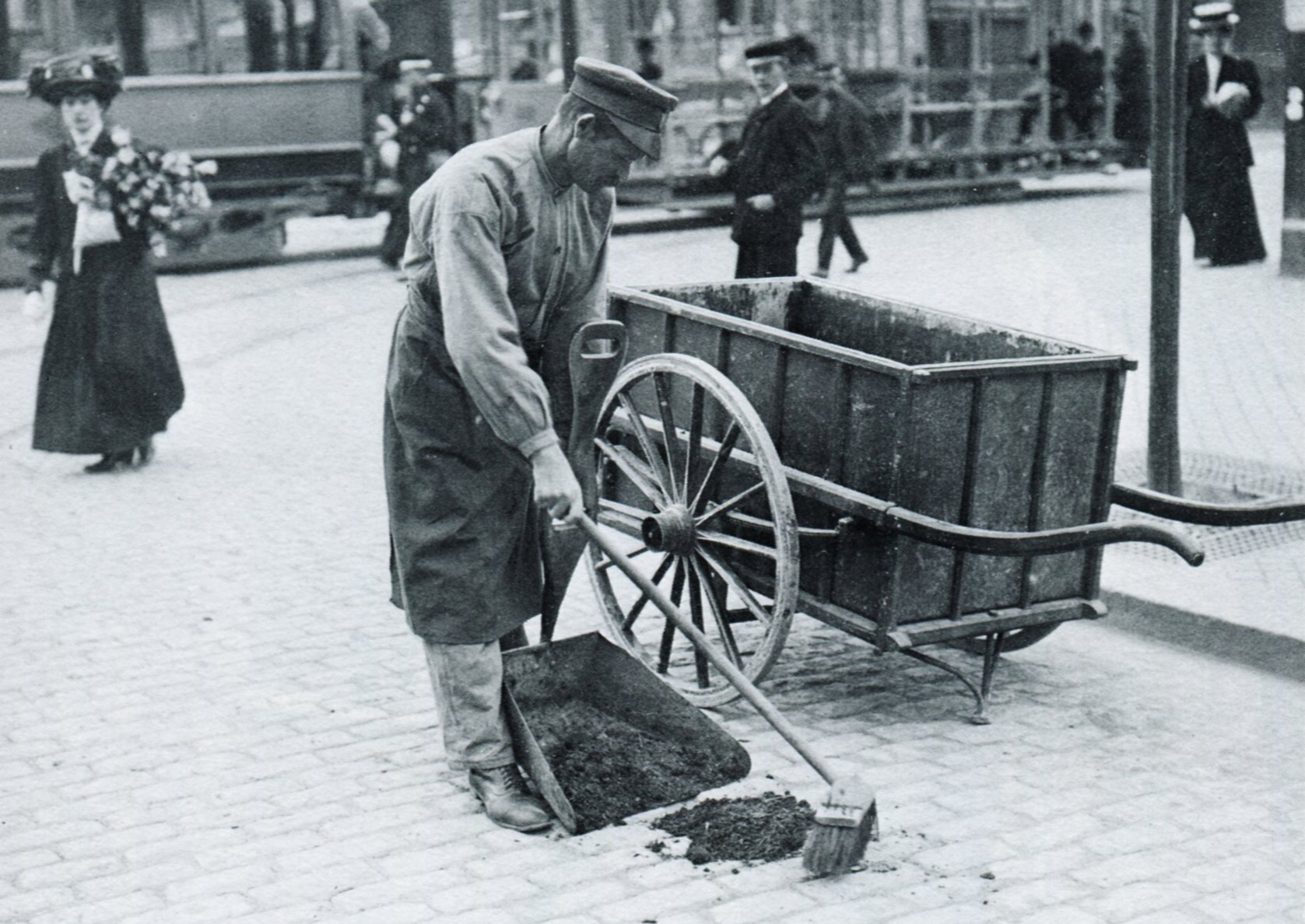
Gaturenhållning i Stockholm anno 1905.

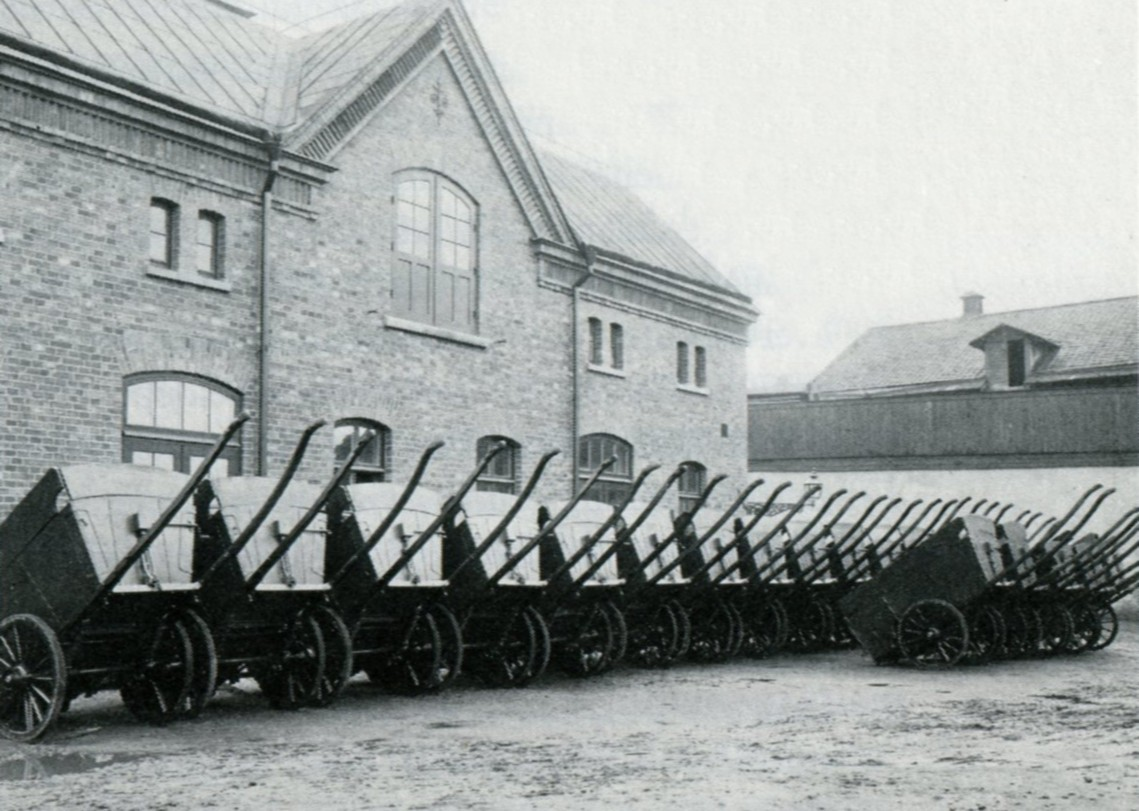
"Västra renhållningsstation", ca 1910.

Stockholms renhållningsverk var en kommunal organisation i Stockholm, som började sin verksamhet 1859. Verket uppgick 1928 i Stockholms stads gatukontor. Numera (2010) sköts verkets uppgifter av Trafikkontoret.

## Historik

### Bakgrund
När Stockholms renhållningsverk grundades 1859 hade Stockholm drygt 100 000 invånare. Latrinhanteringen hade sedan medeltiden varit ett ständigt problem och vid 1800-talets mitt sköttes uppgiften av privata entreprenörer, men på ett mycket otillfredsställande sätt (se Renhållning och sophämtning i Stockholm).
Stadens sanitära förhållanden var mycket dåliga och koleraepidemier utbröt med jämna mellanrum. På gårdar och vindar stod latrintunnor som inte tömdes förrän de blivit bräddfulla. Ansvaret för att tömma dessa låg på entreprenad hos individer på samhällets botten, som ofta kom från korrektionsinrättningar och dylika anstalter. Kvinnorna, som utgjorde majoriteten av dessa så kallade renhållningshjon, var kända för sin vårdslöshet i arbetet och sin grova mun, och de arbetade sällan nyktra.

### Verket upprättas
År 1859 övertog Stockholms stad själv den mest krävande delen av renhållningsarbetet. Det nya renhållningsverkets huvuduppgift var att organisera och sköta latrinhämtning samt svara för den lilla delen gaturenhållning som bara omfattade större torg och öppna platser.
Det svåraste problemet i början var att skaffa dugligt folk till renhållningsverket. De som dittills utfört arbetet hade gjort yrket så föraktat att få ville åta sig det. Den förste renhållningsdirektören, den före detta löjtnanten och fängelsedirektören J.A. Nordstrand, klarade dock svårigheten. Han for omkring i sin hemtrakt, Värmland och Dal, och värvade där det behövliga antalet arbetare, 75 man. Sedan transporterades de alla på en gång med en kanalbåt till Stockholm.
Den första arbetsstyrkan i det nya verket bestod av sammanlagd 85 personer (inkl. kontorspersonal) under renhållningsdirektör Nordstrand. De var inkvarterade i två renhållningskaserner, en vid Stadsgården (för Gamla stan och Södermalm) och en vid Styrmansgatan (för de norra stadsdelarna). Stockholms stad organiserade gaturenhållningen och till en början indelades staden i sju distrikt. I kasernerna ställdes "nattgubbarna", som de kallades, under militärisk disciplin med korum varje kväll och bespisades genom stadens försorg. Till varje mål mat fick de enligt den tidens bordsvanor en jumfru brännvin och till frukost dessutom ett halvstop svagdricka.
När renhållningsdirektören nu fått en sådan arbetartrupp till sitt förfogande kunde han avskeda de gamla renhållningshjonen och vidtaga andra reformer, bland vilka latrinens transporterande med hästar var en av de viktigaste.
I början av 1900-talet fanns fem renhållningskaserner, bland annat vid Surbrunnsgatan 18 och Blekingegatan 51.

### Utökad verksamhet
Så småningom utökades verksamheten och 1902 övertog man även gaturenhållningen, samtidigt uppfördes tre nya renhållningsstationer som kallades i dagligt tal Östra, Västra och Södra renhållningsstationen.  Lövsta sopstation skötte Stockholms renhållningsverk deponeringen och från 1907 även sopförbränning. 1910 hade verket 743 anställda med Karl Tingsten som chef. Verket förfogade över en omfattande hästdragen vagnpark; 1910 hade man 200 hästar. I stadens egna verkstäder reparerades vagnarna och tillverkades sopkvastar samt borstar till maskinsopning. Renhållningsverkets befäl bar uniform.
År 1928 gick Stockholms renhållningsverk organisatoriskt samman med Stockholms gatukontor och 1937 ändrades namnet till "renhållningsavdelningen".